# Root (Android)
El rooting, root, rooteo o superusuario en dispositivos con sistema operativo Android es el proceso que permite a los usuarios de teléfonos inteligentes, tabletas y otros aparatos con el sistema operativo móvil Android obtener control privilegiado, con el cual se pueden modificar ciertas funciones que vienen por defecto en los terminales Android.
El rooting se lleva a cabo generalmente con el objetivo de superar las limitaciones que los operadores de telefonía móvil y los fabricantes de hardware colocan en algunos dispositivos, teniendo como resultado la capacidad de hacer cosas que un usuario sin root no puede hacer como, por ejemplo, desinstalar las aplicaciones por defecto/de fábrica y reemplazarlas por otras. A diferencia del jailbreak, no se necesita rootear para correr una aplicación no oficial o no descargada desde Google Play. Un usuario puede obtener acceso a la raíz mediante la actualización del paquete SuperSU ZIP o Magisk Root pack a través de la recuperación personalizada.
En Android, el rooting puede también facilitar la eliminación completa y/o reemplazo del sistema operativo del dispositivo, usualmente con un lanzamiento más reciente del sistema operativo actual.

## Peligros y desventajas
Es bien sabido que rootear un dispositivo conlleva determinados riesgos.
Debido a que el rooteo implica acceder y modificar archivos del sistema operativo, así como de booteo, existen posibilidades de que el dispositivo se bloquee. 
La mayoría de fabricantes especifican que la garantía queda invalidada cuando el usuario rootea su dispositivo, pues es considerado como una alteración indebida.
Al obtener acceso como superusuario, también se abre la puerta a que, si el dispositivo es infectado por algún tipo de malware (cosa que el rooteo facilita), éste pueda acceder libremente a datos de aplicaciones, contraseñas, archivos, etcétera.
También existe la posibilidad de que el dispositivo se vuelva incompatible con futuras actualizaciones de SO y seguridad oficiales.
Algunas aplicaciones simplemente no funcionarán en dispositivos con root, como medida de seguridad. Algunos ejemplos son las aplicaciones de pago en línea como Google Pay o aplicaciones bancarias. También existen métodos para evadir esta limitación.
En líneas generales, a día de hoy no se recomienda que usuarios normales rooteen sus dispositivos, por lo menos no en sus dispositivos principales, pues los riesgos son muy altos a comparación de los beneficios.